# 윈더미어 부인의 부채
윈더미어 부인의 부채(Lady Windermere's Fan, A Play About a Good Woman)는 오스카 와일드의 코미디 희곡으로, 1982년 2월 20일 토요일 런던 세인트제임스 극장에서 첫 공연을 시작했다.
윈더미어 부인은 자신의 남편이 다른 여자와 관계가 있다고 의심한다. 부인은 이에 대해 항의하지만 남편은 부인하고 다른 여성 Erlynne을 아내의 생일잔치에 초대한다. 남편의 믿음직스럽지 못한 행동에 화가 난 윈더미어 부인은 다른 애인을 찾기 위해 자신의 남편을 떠나기로 결정한다.